# Raimundas Vaikšnoras

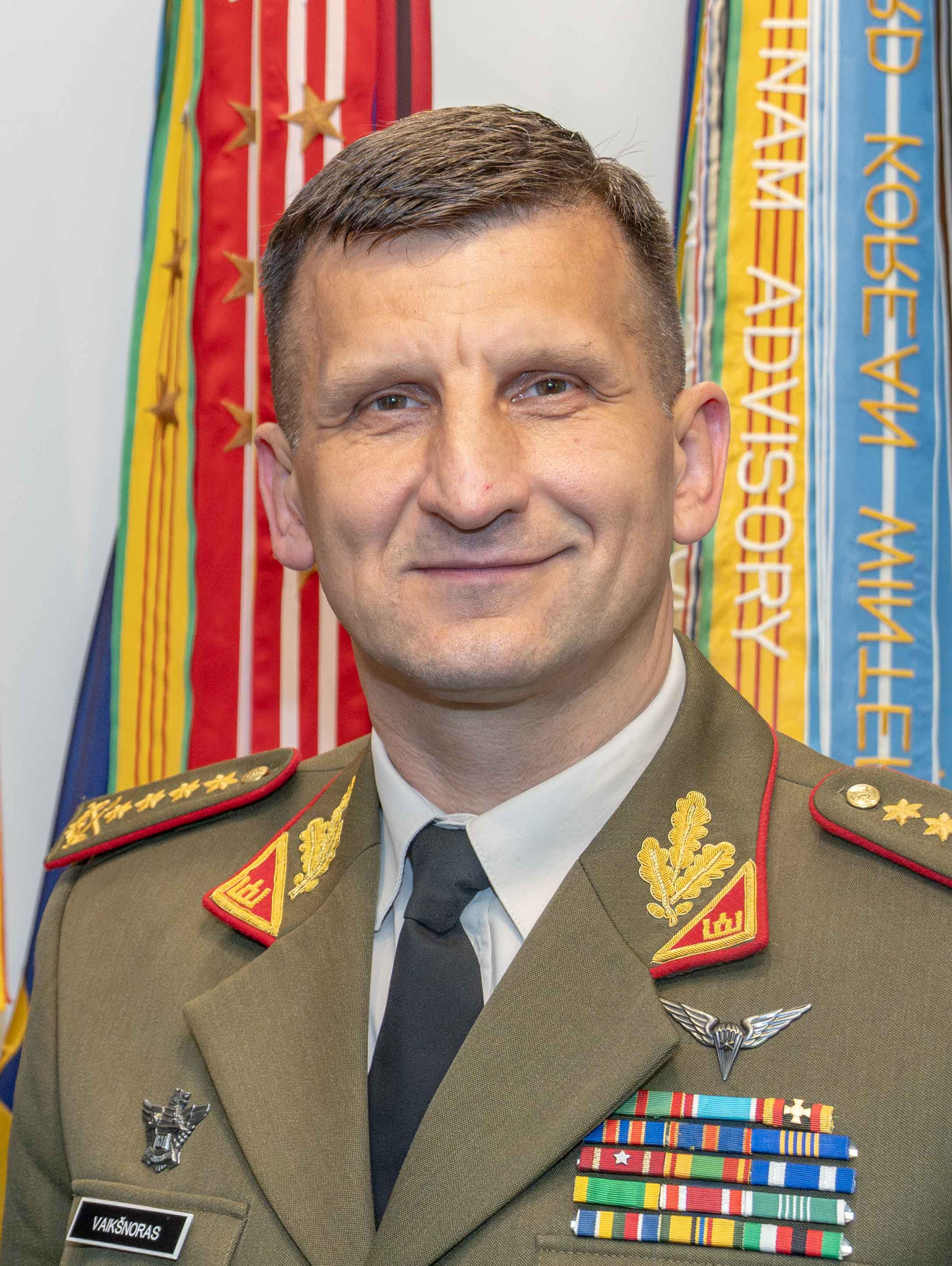
Raimundas Vaikšnoras (2025)

Raimundas Vaikšnoras (* 12. Juli 1970 in Druskininkai) ist litauischer General. Seit dem 24. Juli 2024 ist er Oberbefehlshaber der Litauischen Armee. Zuvor war er Assistant Chief of Staff J7 beim JFC Brunssum der NATO und Befehlshaber des Litauischen Heeres.

## Leben
Raimundas Vaikšnoras wurde 1970 in Druskininkai (damals LiSSR), in der Grenzregion zum heutigen Belarus, geboren.

### Militärische Laufbahn
Beförderungen
- Leutnant (1992)
- Oberleutnant (1994)
- Hauptmann (1997)
- Major (2002)
- Oberstleutnant (2008)
- Oberst (2012)
- Brigadegeneral (2018)
- General (2024)

Mit der Wiedererlangung der staatlichen Unabhängigkeit kam Raimundas Vaikšnoras 1991 zu den Verteidigungskräften des sich restituierenden Litauens, aus denen sich die Streitkräfte des Landes entwickelten. Er entschied sich für eine Ausbildung zum Offizier und besuchte verschiedene Militärakademien im europäischen Ausland sowie die Litauische Militärakademie in Vilnius. Später folgte von 2012 bis 2013 ein Studium am United States Army War College, welches er mit einem Master im Bereich Strategic Studies abschloss.
Vaikšnoras diente beim litauischen Heer auf verschiedenen Positionen im In- und Ausland und stieg nach und nach immer weiter auf. Im Jahr 2007 übernahm er das Kommando über das Stabsbataillon Großfürst Gediminas. Ab 2010 war er im Hauptquartier der Landstreitkräfte tätig. Anschließend leitete er von Juli 2013 bis Januar 2016 die Infanteriebrigade Eiserner Wolf (Geležinis Vilkas).
Im Januar 2018 übernahm er die Aufgaben eines stellvertretenden Stabschefs der litauischen Streitkräfte und wurde im selben Jahr von Dalia Grybauskaitė zum Brigadegeneral befördert. Nach dem altersbedingten Ausscheiden von Vitalijus Vaikšnoras übernahm er im April 2019 diensttuend zunächst dessen Posten als Stabschefs, bis er am 24. Juli 2019 zum Befehlshaber des litauischen Heeres ernannt wurde. Auf diesem Posten verblieb er, bis er am 15. Juli 2022 von Artūras Radvilas abgelöst wurde. Seitdem war Vaikšnoras als Assistant Chief of Staff J7 beim JFC Brunssum der NATO in internationaler Verwendung.
Am 20. Juni 2024 wurde Raimundas Vaikšnoras auf Vorschlag von Präsident Gitanas Nausėda von der Seimas zum nächsten Oberbefehlshaber der Litauischen Streitkräfte gewählt. Auf diesem Posten löste er Valdemaras Rupšys ab, dessen Amtszeit am 23. Juli 2024 endete. Die Übergabezeremonie, in deren Vorfeld Vaikšnoras zum Viersternegeneral befördert worden war, fand am 24. Juli statt. Mit der direkten Beförderung zum General übersprang er gleich zwei Dienstgrade.

### Privates
Raimundas Vaikšnoras ist verheiratet und Vater von drei Kindern (zwei Töchter und ein Sohn).

## Auszeichnungen
- Medaille anlässlich des Abzugs der russischen Streitkräfte aus Litauen
- 1996: Kariuomenės kūrėjų savanorių medalis
- Träger des Ehrenkreuzes der Bundeswehr in Gold